# Sierra (Vizcaya)
Sierra es una entidad de población española del municipio de Valle de Carranza, perteneciente a la provincia de Vizcaya, en la comunidad autónoma del País Vasco.

## Historia
Hacia mediados del siglo XIX, el lugar ya pertenecía al ayuntamiento de Valle de Carranza. Aparece descrito en el decimocuarto volumen del Diccionario geográfico-estadístico-histórico de España y sus posesiones de Ultramar de Pascual Madoz con las siguientes palabras:

SIERRA: barrio en la prov. de Vizcaya, part. jud. de Valmaseda, dióc. de Santander, ayunt. y valle de Carranza: tiene una parr., bajo la advocacion de San Pedro, servida por un beneficiado.
(Madoz, 1849, pp. 379-380)

En 2022, la entidad singular de población tenía empadronados 81 habitantes y el núcleo de población, 34.